# Marta Rak-Podgórska
Marta Rak-Podgórska (ur. 1933, zm. 30 kwietnia 2020) – malarka, pastelistka, pedagog.

## Życiorys
Najstarsza córka Aleksandra i Janiny Rak, siostra Anny, Barbary i Tomasza.
Studiowała w Państwowej Wyższej Szkole Sztuk Plastycznych w Łodzi w pracowni prof. Romana Modzelewskiego. W 1960 uzyskała dyplom na Wydziale Tkanin. Zajmowała się przekazywaniem wiedzy o rysowaniu w szkołach średnich. Wykonywała projekty dla przemysłu włókienniczego, oraz grafikę użytkową, rysunek i malarstwo. Od 1978 pracowała głównie z pastelami. Od 1962 była członkiem Związku Polskich Artystów Plastyków, a od 1995 Stowarzyszenia Pastelistów Polskich.

## Wystawy indywidualne
1972 - Rysunek, Łódź, Klub Pax
1976 - Rysunek, Łódź, Międzyzdroje
1977 - Pastele, Warszawa, Klub za Żelazną Bramą
1977 - Pastele, Warszawa, Klub Międzynarodowej Prasy i Książki
1980 - Pastele, Łódź, Galeria 78
1981 - Pastele, Łódź, Galeria 78
1982 - Pastele, "Ogrody Semiramidy" Łódź, Galeria 78
1983 - Pastele, "Mój świat przyrody", Warszawa, Galeria Kordegarda
1984 - Pastele, BWA: Łódź, Opole, Katowice
1985 - Pastele, Madryt, Galeria Esperantystów
1992 - Pastele, "Inspiracje muzyczne", Łódź, Galeria 78
1995 - "Chopinowi", wystawa podczas Konkursu Chopinowskiego, Warszawa
1999 - Pastele, Łódź, Galeria Związku Polskich Artystów Plastyków
2001 - Pastele, Nowy Sącz, Galeria Stowarzyszenia Pastelistów Polskich
2007 - Pastele, Łódź, Miejska Galeria Sztuki

## Nagrody i wyróżnienia
1975 - odznaczenie Zasłużony Działacz Kultury
1982 - wyróżnienie honorowe za zestaw rysunków pastelami na wystawie malarstwa w Zjednoczeniu Przemysłu Włókienniczego
1984, 1988, 1990, 1991 - trzy wyróżnienia i nagroda w konkursach za rysunki pastelami